# Championnat d'Angleterre de rugby à XV 2025-2026
Ne doit pas être confondu avec Championnat d'Angleterre féminin de rugby à XV 2025-2026.
Navigation
Gallagher Premiership
2024-2025 Gallagher Premiership 2026-2027
Le Championnat d'Angleterre de rugby à XV 2025-2026, qui porte le nom Gallagher Premiership de son sponsor du moment, oppose les dix meilleures équipes anglaises de rugby à XV.
Le championnat débute le 25 septembre 2025 et s'achève en juin 2026. Une première phase de classement voit s'affronter toutes les équipes en matchs aller et retour. À la fin de cette phase régulière, les quatre premières équipes sont qualifiées pour les demi-finales. La saison se termine sur une phase de playoff avec des demi-finales et une finale pour l'attribution du titre.
Le tenant du titre est Bath Rugby qui a remporté son septième titre après avoir battu les Leicester Tigers lors de la finale de l'édition 2024-2025. Aucune équipe n'a été promue à l'issue de la saison passée de RFU Championship (en), le club champion, les Ealing Trailfinders, ne remplissant toujours par les critères d'éligibilité requis pour accéder à la Premiership.

## Organisation de la compétition
Le moratoire sur la non relégation en Champ Rugby (ex-RFU Championship) doit cesser et être remplacé par un match de barrage entre l'équipe classée dernière de Premiership et l'équipe terminant à la première place du Champ Rugby. 
En fin de saison 2024-2025, au mois de mars 2025, la Fédération anglaise annonce une nouvelle fois que les Doncaster Knights sont le seul club éligible pour monter en Premiership. Cependant, les Doncaster Knights n'étant mathématiquement plus en mesure de remporter le RFU Championship, il n'y a à nouveau aucune promotion entre les deux divisions malgré la victoire des Ealing Trailfinders dans la compétition,.
Depuis le retour des Saracens en Premiership en 2020, aucune montée et descente n'ont eu lieu.

## Équipes

### Liste des équipes en compétition
| \| Bath Bristol Exeter Gloucester Harlequins Leicester Newcastle Northampton Sale Saracens \| Localisation des clubs engagés en championnat. |
| Bath Bristol Exeter Gloucester Harlequins Leicester Newcastle Northampton Sale Saracens                                                      |

La compétition oppose pour la saison 2025-2026 les dix meilleures équipes anglaises de rugby à XV. Le championnat oppose les même équipes que la saison dernière
| Club                | Classement 2024-2025 | Entraîneur en chef    | Stade                              | Capacité | Compétition de l'EPCR 2025-2026 |
| ------------------- | -------------------- | --------------------- | ---------------------------------- | -------- | ------------------------------- |
| Bath Rugby          | 1re                  | Johann van Graan (en) | The Recreation Ground, Bath        | 14 509   | Champions Cup                   |
| Leicester Tigers    | 2e                   | Michael Cheika        | Welford Road, Leicester            | 25 849   | Champions Cup                   |
| Sale Sharks         | 3e                   | Alex Sanderson        | AJ Bell Stadium, Salford           | 12 000   | Champions Cup                   |
| Bristol Bears       | 4e                   | Pat Lam               | Ashton Gate, Bristol               | 27 000   | Champions Cup                   |
| Gloucester Rugby    | 5e                   | George Skivington     | Kingsholm Stadium, Gloucester      | 16 115   | Champions Cup                   |
| Saracens            | 6e                   | Mark McCall           | StoneX Stadium, Londres            | 10 500   | Champions Cup                   |
| Harlequins          | 7e                   | Billy Millard (en)    | Twickenham Stoop, Londres          | 14 800   | Champions Cup                   |
| Northampton Saints  | 8e                   | Phil Dowson           | Franklin's Gardens, Northampton    | 15 200   | Champions Cup                   |
| Exeter Chiefs       | 9e                   | Rob Baxter            | Sandy Park, Exeter                 | 15 600   | Challenge Cup                   |
| Newcastle Red Bulls | 10e                  | Steve Diamond         | Kingston Park, Newcastle upon Tyne | 10 200   | Challenge Cup                   |

Légende des couleurs
- Tenant du titre

## Championnat

### Phase régulière

#### Classement de la phase régulière
| Rang | Club                | J | V | N | D | Bo | Bd | Pm | Pe | Diff | Pts |
| ---- | ------------------- | - | - | - | - | -- | -- | -- | -- | ---- | --- |
| 1    | Bath Rugby (T)      | 0 | 0 | 0 | 0 | 0  | 0  | 0  | 0  | 0    | 0   |
| 2    | Bristol Bears       | 0 | 0 | 0 | 0 | 0  | 0  | 0  | 0  | 0    | 0   |
| 3    | Exeter Chiefs       | 0 | 0 | 0 | 0 | 0  | 0  | 0  | 0  | 0    | 0   |
| 4    | Gloucester Rugby    | 0 | 0 | 0 | 0 | 0  | 0  | 0  | 0  | 0    | 0   |
| 5    | Harlequins          | 0 | 0 | 0 | 0 | 0  | 0  | 0  | 0  | 0    | 0   |
| 6    | Leicester Tigers    | 0 | 0 | 0 | 0 | 0  | 0  | 0  | 0  | 0    | 0   |
| 7    | Newcastle Red Bulls | 0 | 0 | 0 | 0 | 0  | 0  | 0  | 0  | 0    | 0   |
| 8    | Northampton Saints  | 0 | 0 | 0 | 0 | 0  | 0  | 0  | 0  | 0    | 0   |
| 9    | Sale Sharks         | 0 | 0 | 0 | 0 | 0  | 0  | 0  | 0  | 0    | 0   |
| 10   | Saracens            | 0 | 0 | 0 | 0 | 0  | 0  | 0  | 0  | 0    | 0   |

|  | Places qualificatives pour la phase finale et la Champions Cup 2026-2027 (no 1, no 2, no 3, no 4) |
|  | Places qualificatives pour la Champions Cup 2026-2027 (no 5, no 6, no 7, no 8)                    |
|  | Barrage d'accession                                                                               |
|  | T : tenant du titre 2024-2025                                                                     |

Attribution des points : victoire sur tapis vert : 5, victoire : 4, match nul : 2, défaite : 0, forfait : -2 ; plus les bonus (offensif : 4 essais marqués ; défensif : défaite par 7 points d'écart maximum).
Règles de classement : 1. Nombre de victoires ; 2.différence de points ; 3. nombre de points marqués ; 4. points marqués dans les matchs entre équipes concernées ; 5. Nombre de victoires en excluant la 1re journée, puis la 2e journée, et ainsi de suite.

#### Résultats détaillés
Le championnat débute le 25 septembre 2025, avec la réception de Gloucester Rugby par les Sale Sharks.
L'équipe qui reçoit est indiquée dans la colonne de gauche.
| Résultats (▼dom., ►ext.) | BAT | BRI | EXE | GLO | HAR | LEI | NEW | NOR | SAL | SAR |
| Bath Rugby               | —   | J5  | J9  | J3  | J13 | J18 | J16 | J8  | J2  | J11 |
| Bristol Bears            | J17 | —   | J3  | J13 | J12 | J1  | J8  | J6  | J9  | J15 |
| Exeter Chiefs            | J15 | J10 | —   | J5  | J4  | J8  | J2  | J13 | J11 | J18 |
| Gloucester Rugby         | J10 | J4  | J14 | —   | J6  | J12 | J18 | J2  | J15 | J8  |
| Harlequins               | J1  | J7  | J16 | J11 | —   | J10 | J5  | J18 | J14 | J3  |
| Leicester Tigers         | J4  | J11 | J17 | J7  | J2  | —   | J13 | J15 | J5  | J9  |
| Newcastle Red Bulls      | J7  | J14 | J12 | J9  | J15 | J6  | —   | J4  | J17 | J1  |
| Northampton Saints       | J14 | J16 | J1  | J17 | J9  | J3  | J11 | —   | J7  | J5  |
| Sale Sharks              | J12 | J18 | J6  | J1  | J8  | J16 | J3  | J10 | —   | J13 |
| Saracens                 | J6  | J2  | J7  | J16 | J17 | J14 | J10 | J12 | J4  | —   |

- Victoire à domicile
- Match nul
- Victoire à l'extérieur

### Phase finale
|  | Demi-finales | Demi-finales | Demi-finales | Demi-finales |   |   | Finale       | Finale       | Finale       | Finale       |
|  |              |              |              |              |   |   |              |              |              |              |
|  | 12 juin 2026 | 12 juin 2026 | 12 juin 2026 | 12 juin 2026 |   |   | 20 juin 2026 | 20 juin 2026 | 20 juin 2026 | 20 juin 2026 |
|  | -            | -            | -            | -            |   |   | 20 juin 2026 | 20 juin 2026 | 20 juin 2026 | 20 juin 2026 |
|  | -            | -            | -            | -            |   |   | 20 juin 2026 | 20 juin 2026 | 20 juin 2026 | 20 juin 2026 |
|  | -            | -            | -            | -            |   |   | 20 juin 2026 | 20 juin 2026 | 20 juin 2026 | 20 juin 2026 |
|  | -            | -            | -            | -            | - | - | -            | -            |              |              |
|  | 13 juin 2026 |              |              |              | - | - | -            | -            |              |              |
|  |              |              | -            | -            | - | - |              |              |              |              |
|  | -            | -            | -            | -            | - | - | -            | -            |              |              |
|  | -            | -            |              |              |   |   |              | -            |              |              |
|  | -            | -            | -            | -            |   |   |              |              |              |              |
|  | -            | -            | -            | -            |   |   |              |              |              |              |

#### Demi-finales
| 12 juin 2026 |  | - (-) |  | Arbitre : |
| 12 juin 2026 |  |       |  | Arbitre : |
| 12 juin 2026 |  |       |  | Arbitre : |

| 13 juin 2026 |  | - (-) |  | Arbitre : |
| 13 juin 2026 |  |       |  | Arbitre : |
| 13 juin 2026 |  |       |  | Arbitre : |

#### Finale
| 20 juin 2026 |  | - (-) |  | Arbitre : |
| 20 juin 2026 |  |       |  | Arbitre : |
| 20 juin 2026 |  |       |  | Arbitre : |

## Barrage d'accession
Sous réserve de remplir les critères d'éligibilité à la promotion, le vainqueur de la saison 2025-2026 de deuxième division dispute un match aller-retour contre l'équipe qui termine 10e du classement de la Premiership à l'issue de la saison régulière. Le vainqueur, au score cumulé, dispute la saison suivante en première division.
| juin 2026 |  | - (-) |  | Arbitre : |
| juin 2026 |  |       |  | Arbitre : |
| juin 2026 |  |       |  | Arbitre : |

## Statistiques

### Évolution du classement
| Journée →           | 1 | 2 | 3 | 4 | 5 | 6 | 7 | 8 | 9 | 10 | 11 | 12 | 13 | 14 | 15 | 16 | 17 | 18 |
| Club                |   |   |   |   |   |   |   |   |   |    |    |    |    |    |    |    |    |    |
| ------------------- | - | - | - | - | - | - | - | - | - | -- | -- | -- | -- | -- | -- | -- | -- | -- |
| Bath Rugby          |   |   |   |   |   |   |   |   |   |    |    |    |    |    |    |    |    |    |
| Bristol Bears       |   |   |   |   |   |   |   |   |   |    |    |    |    |    |    |    |    |    |
| Exeter Chiefs       |   |   |   |   |   |   |   |   |   |    |    |    |    |    |    |    |    |    |
| Gloucester Rugby    |   |   |   |   |   |   |   |   |   |    |    |    |    |    |    |    |    |    |
| Harlequins          |   |   |   |   |   |   |   |   |   |    |    |    |    |    |    |    |    |    |
| Leicester Tigers    |   |   |   |   |   |   |   |   |   |    |    |    |    |    |    |    |    |    |
| Newcastle Red Bulls |   |   |   |   |   |   |   |   |   |    |    |    |    |    |    |    |    |    |
| Northampton Saints  |   |   |   |   |   |   |   |   |   |    |    |    |    |    |    |    |    |    |
| Sale Sharks         |   |   |   |   |   |   |   |   |   |    |    |    |    |    |    |    |    |    |
| Saracens            |   |   |   |   |   |   |   |   |   |    |    |    |    |    |    |    |    |    |

### Individuelles
Les statistiques incluent la phase finale.

#### Meilleurs réalisateurs
| Rang | Joueur | Club | Points |
| ---- | ------ | ---- | ------ |

#### Meilleurs marqueurs
| Rang | Joueur | Club | Essais |
| ---- | ------ | ---- | ------ |

## Récompenses

### Joueur du mois
| Mois      | Joueur | Club |
| --------- | ------ | ---- |
| Septembre |        |      |
| Octobre   |        |      |
| Décembre  |        |      |
| Janvier   |        |      |
| Mars      |        |      |
| Avril     |        |      |

### Premiership Rugby Awards
| Distinction                    | Lauréat | Club |
| ------------------------------ | ------- | ---- |
| Joueur de la saison            |         |      |
| Joueur anglais de la saison    |         |      |
| Community Player of the Season |         |      |
| Entraîneur de la saison        |         |      |
| Jeune joueur de la saison      |         |      |
| Meilleur marqueur              |         |      |
| Meilleur réalisateur           |         |      |

| Poste                  | Joueurs | Joueurs | Joueurs | Joueurs | Joueurs | Joueurs |
| ---------------------- | ------- | ------- | ------- | ------- | ------- | ------- |
| Arrière                | [15]    | [15]    | [15]    | [15]    | [15]    | [15]    |
| Trois quarts ailes     | [14]    | [14]    | [14]    | [11]    | [11]    | [11]    |
| Trois quarts centres   | [13]    | [13]    | [13]    | [12]    | [12]    | [12]    |
| Charnière              | [10]    | [10]    | [10]    | [9]     | [9]     | [9]     |
| Troisième ligne centre | [8]     | [8]     | [8]     | [8]     | [8]     | [8]     |
| Troisième ligne aile   | [7]     | [7]     | [7]     | [6]     | [6]     | [6]     |
| Deuxième ligne         | [5]     | [5]     | [5]     | [4]     | [4]     | [4]     |
| Piliers                | [3]     | [3]     | [3]     | [1]     | [1]     | [1]     |
| Talonneur              | [2]     | [2]     | [2]     | [2]     | [2]     | [2]     |